# Nail Zamaliyev
Nail Akhtyamovich Zamaliyev (tiếng Nga: Наиль Ахтямович Замалиев; sinh ngày 9 tháng 7 năm 1989) là một cầu thủ bóng đá người Nga. Anh thi đấu cho F.K. Rotor Volgograd.